# John Getreu
John Arthur Getreu (* 26. August 1944 in Newark; † 22. September 2023 in Stockton) war ein amerikanischer Serienmörder, der 1963 für einen Mord in Westdeutschland zu 10 Jahren Haft und 2021 und 2023 für zwei weitere Morde in den Jahren 1973 und 1974 in den Vereinigten Staaten jeweils zu lebenslanger Freiheitsstrafe verurteilt wurde. Er war 2018 für einen dieser beiden Morde in den USA durch genetische Genealogie von CeCe Moore identifiziert worden. Beim ersten Verhör dazu gab er versehentlich Hinweise auf den anderen Mord. Er starb während der Verbüßung seiner Strafe in der California Health Care Facility.

## Jugend
John Arthur Getreu wurde am 26. August 1944 in Newark (Ohio), als eines von vier Kindern des Armeesoldaten Charles J. Getreu geboren. Aufgrund seiner Position beim Militär reiste die Familie Getreu häufig zwischen Stützpunkten in den USA und im Ausland hin und her und lebte in Japan, Hawaii und North Carolina. 1960 wurde Charles wegen seines Militärdienstes nach Westdeutschland versetzt und zog mit seiner Familie in die Stadt Bad Kreuznach. John verbrachte dort seine Teenagerjahre und besuchte die Bad Kreuznach American High School, auf die auch die Kinder anderer amerikanischer Soldaten gingen.

### Erster Mord
Am Abend des 8. Juni 1963, kurz vor dem Schulabschluss, besuchte der inzwischen 18-jährige Getreu eine Schuldisco, wo er die 15-jährige Margaret L. Williams, die Tochter eines Armeekaplans, kennenlernte. Nach dem Ende des Tanzes nahm Getreu sie mit zum Baseballfeld des Campus, wo er sie überfiel, vergewaltigte und schlug. Williams erlitt eine schwere Kopfverletzung und starb später an den Komplikationen.
Da das Paar von mehreren Zeugen gesehen worden war, wurde Getreu zum Hauptverdächtigen und wurde fast sofort verhaftet. Während er zunächst leugnete, sie überhaupt getroffen zu haben, gab Getreu später im Verhör zu, Geschlechtsverkehr mit Williams gehabt zu haben, leugnete aber weiterhin, sie getötet zu haben. Im Juni 1964 wurde Getreu in allen Anklagepunkten für schuldig befunden und zu 10 Jahren Haft verurteilt, der damals nach westdeutschem Recht möglichen Höchststrafe. Nach seiner Verurteilung äußerte Getreu offensichtlich Reue über sein Verbrechen und entschuldigte sich bei den Familienangehörigen des Opfers.

## Freilassung und Rückkehr in die Vereinigten Staaten
Nach dem Absitzen einer mehr als sechsjährigen Haftstrafe wurde Getreu auf Bewährung entlassen. Er verließ Westdeutschland und kehrte in die Vereinigten Staaten zurück, wo er sich in Reno (Nevada) niederließ. Er heiratete eine Frau namens Susan, und kurz nach der Hochzeit zog das Paar nach Palo Alto (Kalifornien), wo sie von 1971 bis 1975 lebten.
Da er keine Ausbildung hatte, war Getreu in diesem Zeitraum gezwungen, sich als Hilfsarbeiter durchzuschlagen und wechselte mehrere Berufe, darunter Wachmann, Zimmermann und Labortechniker im Mills Hospital. Mitte der 1970er Jahre trat Getreu den Boy Scouts of America bei und arbeitete als Betreuer, der in seiner Freizeit Zeltlager und Campingreisen organisierte.
1975 wurde er wegen sexuellen Missbrauchs einer 17-jährigen Pfadfinderin angeklagt und später verurteilt. Einige Anklagen wurden fallen gelassen, nachdem sich Getreu und das Opfer geeinigt hatten. Infolgedessen erhielt er eine geringe Gefängnisstrafe und eine Geldstrafe. Susan ließ sich nach seiner Verurteilung von ihm scheiden. Im Jahr 1978 heiratete Getreu erneut eine Frau namens Lynda.
Nach seiner zweiten Ehe kehrte er nach Newark, Ohio, zurück, bekam zwei Kinder und engagierte sich in der Wirtschaft. Getreu zeigte keine Anzeichen von Geisteskrankheit oder verdächtigem Verhalten und war im Allgemeinen bei seinen Mitmenschen sehr beliebt. In den späten 1980er Jahren verließ Getreu Ohio und zog zurück nach Kalifornien, wo er sich in Alameda County niederließ.
Im Jahr 2003 starb seine zweite Frau an Krebs. Im Jahr 2008 heiratete er ein drittes Mal. Bald darauf trat er der Fremont Elks Lodge bei, einem patriotischen Bruderschaftsorden, wo er die Position des Exalted Ruler innehatte. In dieser Position war er für die Überwachung der Pflichten der Mitglieder verantwortlich.

## Aufdeckung von Morden
Am 20. November 2018 wurde Getreu in seinem Haus in Hayward wegen des Mordes an der 21-jährigen Leslie Marie Perlov, einer Absolventin der Stanford University und Angestellten einer Anwaltskanzlei, die seit dem 13. Februar 1973 in Palo Alto vermisst wird, festgenommen.
Perlovs vollständig bekleidete Leiche, die Anzeichen eines sexuellen Übergriffs aufwies und mit ihrem eigenen Schal erwürgt worden war, wurde am 16. Februar 1973 auf dem Stanford Dish Wanderweg entdeckt. Die ersten Ermittlungen führten nicht zur Identifizierung des Täters, und der Fall blieb bis 2018 ungeklärt, als die Behörden Forscher von Parabon NanoLabs kontaktierten, um DNA-Tests durchzuführen. Die an Perlovs Leiche gefundenen Samenflüssigkeiten wurden isoliert, und bald wurde ein genotypisches Profil des Mörders erstellt. Im Herbst 2018 wurde Getreu als die Quelle der Samenflüssigkeit identifiziert und verhaftet.
Am 16. Mai 2019 wurde Getreu nach weiteren DNA-Tests wegen eines anderen Mordes angeklagt – des Mordes an der 21-jährigen Janet Ann Taylor, einer Studentin des Cañada College, die am 24. März 1974 vergewaltigt und erdrosselt aufgefunden wurde. Sie wurde zuletzt auf dem Campusgelände gesehen, als sie versuchte, per Anhalter zu ihrem Haus in La Honda (Kalifornien) zu fahren. Ihre Leiche wurde am nächsten Tag in einem Straßengraben in der Nähe der Sand Hill Road in der Nähe des Manzanita Way entdeckt. Janet Taylor war die Tochter von Charles Albert „Chuck“ Taylor, einem berühmten Trainer und pensionierten Football-Spieler, der zum Zeitpunkt des Todes seiner Tochter eine Verwaltungsposition bei der Footballmannschaft der Stanford University innehatte.

### Andere Anschuldigungen
Nach seiner Identifizierung wurde sofort der Verdacht geäußert, dass Getreu in andere Gewaltverbrechen verwickelt war. Eine Frau namens Sharon Lucchese behauptete, er habe bereits 1969 versucht, sie zu töten. Im Februar 2022 behauptete die Journalistin Grace Kahng, sie und mehrere Ermittler hätten Getreu als möglichen Mörder der 15-jährigen Theresa Smith identifiziert, die 1980 in ihrem Haus in Newark (Ohio) ermordet wurde. In beiden Fällen wurde keine Anklage erhoben.

## Gerichtsverfahren und Inhaftierung
Ende 2021 begann in San Mateo County der dreiwöchige Prozess gegen Getreu wegen des Mordes an Janet Taylor. Am 15. September wurde Getreu von den Geschworenen in allen Anklagepunkten für schuldig befunden und zu einer lebenslangen Freiheitsstrafe ohne Aussicht auf Bewährung verurteilt. Anschließend wurde er nach Santa Clara County überstellt, wo er wegen des Mordes an Perlov vor Gericht stehen sollte.
Aufgrund seines schlechten Gesundheitszustands wurde das Verfahren ausgesetzt und Getreu zur Behandlung in ein Gefängniskrankenhaus eingewiesen. Der Prozess wurde Ende 2022 wieder aufgenommen, aber der 78-jährige Getreu war gezwungen, von seinem Krankenzimmer aus über eine Videoverbindung an der Verhandlung teilzunehmen. Am 10. Januar 2023 bekannte er sich des Mordes an Perlov schuldig und gab zu, dass er sie getötet hatte, nachdem sie sich seinen Vergewaltigungsversuchen widersetzt hatte. Später wurde er zu einer zusätzlichen lebenslangen Freiheitsstrafe ohne Aussicht auf Bewährung verurteilt.

## Tod
Am 26. September 2023 wurde berichtet, dass Getreu vier Tage zuvor im Gefängnis gestorben war. Die Todesursache wurde nicht genannt.